# Junonia madagascariensis
Junonia madagascariensis är en fjärilsart som beskrevs av Achille Guenée 1872. Junonia madagascariensis ingår i släktet Junonia och familjen praktfjärilar. Inga underarter finns listade i Catalogue of Life.